# Spratelloididae
Spratelloididae – rodzina ryb promieniopłetwych z rzędu śledziokształtnych (Clupeiformes).

## Rozmieszczenie geograficzne
Do rodziny należą gatunki występujące w wodach Oceanu Atlantyckiego, Indyjskiego i Spokojnego.

## Systematyka
Do rodziny należą następujące rodzaje:
- Jenkinsia Jordan & Evermann, 1896
- Spratelloides Bleeker, 1851